# Jean-Charles Ellaume
Jean-Charles Ellaume dit parfois Allaume ou Elleaume (1714 – 1763) est un ébéniste français du XVIIIe siècle, reçu maître le 6 novembre 1754.
Son atelier se trouvait jusqu’en 1775 rue Traversière dans le quartier du faubourg Saint-Antoine, à Paris,,.

## Biographie

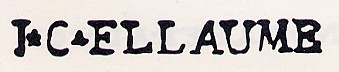
Estampille du maître ébéniste Jean-Charles Ellaume. Paris 1754.

Durant plus de trente ans, Jean-Charles Ellaume réalise de très nombreuses commodes de style Louis XV,  Régence et Louis XVI. Il pratique la technique du placage en frise. Sa fabrication est soignée : commode « tombeau » d’époque Régence, à traverses apparentes, petites commodes Louis XV à deux tiroirs, également à traverses apparentes.
Son atelier produit aussi des meubles pour ses confrères ébénistes, tels Léonard Boudin ou Jean-Baptiste Tuart. Cette production est beaucoup moins importante mais de plus grande qualité que les commodes qu’il produit pendant plus de trente ans : beaux bureaux plats pourvus de bronzes rocailles, rares commodes et encoignures Louis XV ornées, sur fond de bois de rose, de très fines et très décoratives marqueteries de fleurs, de branchages, d’instruments de musique en bois teintés, dans des encadrements de rinceaux,.

## Notoriété
Henry Havard fait figurer Ellaume dans sa liste des ébénistes qui ont réalisé « des ouvrages d'une certaine valeur depuis l’année 1608 jusqu’à la fin de l’Ancien Régime ».
Jean Nicolay fait l’éloge d’Ellaume dans L’art et la manière des maîtres ébénistes français au XVIIIe siècle : « Ses bureaux ont toujours une ligne harmonieuse et d’excellents proportions. Ils sont le plus souvent marquetés en bois de rose… Les bronzes sont toujours élégants et sobres et assurent discrètement une ornementation distinguée. En somme, Ellaume a été un excellent ébéniste qui manifeste une science parfaite de son art ».

## Musées et œuvres classées
L’une de ses commodes, conservée au château de Morlanne est classée au titre objet dans les monuments historiques depuis le 20 juin 1979.
Deux autres commodes sont protégées : inscription d’une commode le 9 avril 2009 conservée dans la chambre dite de Louise-Aimée au château de Vendeuvre et classement d’une commode depuis le 29 juillet 2011 au château de Gizeux.
Le musée des beaux-arts de Bernay possède plusieurs commodes d’Ellaume dans ses collections permanentes.
Le château royal de Wawel compte dans ses collections des commodes des ébénistes parisiens, dont Ellaume.

## Pour approfondir